# Universidad Alberto Hurtado
La Universidad Alberto Hurtado (UAH) es una universidad privada chilena, perteneciente a la Compañía de Jesús. Fue fundada el 20 de octubre de 1997, y está dedicada al santo jesuita chileno Alberto Hurtado, que perteneció a dicha congregación. Es una universidad enfocada a las ciencias sociales, económicas, educativas, ingeniería y las humanidades. 
Desde 2011 está adscrita al sistema único de admisión de las Universidades del Consejo de Rectores, y desde 2019 es integrante del Consejo de Rectores de las Universidades Chilenas (CRUCh).
Actualmente se encuentra acreditada por la Comisión Nacional de Acreditación (CNA-Chile) por un período de 5 años (de un máximo de 7), desde diciembre de 2019 hasta diciembre de 2024.Figura en la posición 37 dentro de las universidades chilenas según la clasificación webométrica SCImago Institutions Rankings (SIR) 2024.Está en la posición 30 según el ranking de Webometrics 2024. Está en la posición 13-20 a nivel nacional en el QS Rankings 2024.
La universidad ofrece 36 carreras de pregrado, 24 programas de magíster, 5 doctorados, 47 diplomados y 7 programas de educación virtual.

## Símbolos

### Escudo

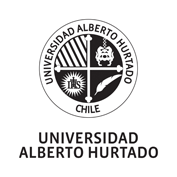
Escudo de la universidad

El escudo de la Universidad Alberto Hurtado tiene en su parte superior el escudo de armas de San Ignacio de Loyola, compuesto por dos partes que representan los dos linajes de San Ignacio, los de Oñaz y Loyola. Las siete bandas diagonales simbolizan a los siete hermanos que en 1321 derrotaron a los gascones y navarros en la batalla de Beotívar, y en recompensa el rey de Castilla Alfonso XI les concedió las siete bandas rojas sobre oro. En tanto la imagen de la derecha ostenta un caldero suspendido con dos lobos rampantes a ambos lados que suele identificar al apellido López. Recordemos que el verdadero nombre de San Ignacio de Loyola es Iñigo López de Loyola. En la parte inferior del escudo, de izquierda a derecha, se encuentra el Sol de justicia, con el nombre de Jesús en su centro (IHS) que recuerda la preocupación de esta universidad por la justicia, iluminada por la fe, que suele identificarse como signo de la Compañía de Jesús. En el lado derecho, una pluma, que antiguamente se usaban para escribir, destaca la vocación humanista de la UAH.

### Himno
El Himno de esta universidad fue compuesto por el músico Andrés Castro Fones, interpretado por el Coro Polifónico de la Universidad Alberto Hurtado y Yudalis Perdomo A. como pianista acompañante, y finalmente Andrés Castro Fones como director del coro. Este coro fue creado por la Vicerrectoría de Integración de la Universidad Alberto Hurtado el año 2005.

## Administración

### Rector
El primer rector de la universidad fue el sacerdote Fernando Montes Matte S.J., quien ejerció durante 18 años, desde la fundación de la casa de estudios en 1997 hasta 2016, año en que presentó su renuncia. En su reemplazo, a través de un comité para la búsqueda de un nuevo rector constituido por Rector, Prorrector, Vicerrectores, Decanos, Directores de departamento y unidades, académicos de planta, directiva del sindicato, representantes estudiantiles y también personas externas a la institución, asumió el rector, Eduardo Silva Arévalo S.J. quién anteriormente había sido el decano de la Facultad de Filosofía y Humanidades desde el año 2006. Se desempeñó en el cargo desde 2016 hasta 2024.
Actualmente, desde marzo de 2024, la Universidad Alberto Hurtado es dirigida por el actual rector Cristián del Campo Simonetti S.J. quién es sacerdote jesuíta con una formación académica que incluye un título en Ingeniería Comercial y bachiller en teología. Ha ocupado roles de liderazgo como provincial de la Compañía de Jesús y presidente del directorio de la Universidad Alberto Hurtado. También ha servido como capellán de las organizaciones Un techo para Chile y del Servicio Jesuita de Migrantes. Se desempeñó como docente en la UAH en cursos como "Introducción a la Economía" y "Gestión Empresarial", además fue coordinador de la Pastoral Universitaria y profesor del curso optativo de "Teología Espiritualidad Ignaciana".
Por lo cual, la Universidad Alberto Hurtado en su historia ha sido dirigida por 3 rectores, los cuales son los siguientes:
| N.º | Rector/a                          | Período       |
| --- | --------------------------------- | ------------- |
| 1°  | Fernando Montes Matte S.J.        | 1997-2016     |
| 2°  | Eduardo Silva Arévalo S.J.        | 2016-2024     |
| 3°  | Cristián del Campo Simonetti S.J. | 2024-presente |

## Facultades y Centros
La universidad se divide en seis facultades, además de varios centros específicos.

### Facultad de Ciencias Sociales (FACSO)
- Administración Pública
- Antropología
- Arqueología
- Ciencia Política y Relaciones Internacionales
- Geografía
- Periodismo
- Sociología
- Trabajo Social

### Facultad de Derecho
- Escuela de Derecho

### Facultad de Economía y Negocios (FEN)
- Contador Público Auditor
- Contador Público Auditor (Continuidad de Estudios)
- Gestión de la Información, Bibliotecología y Archivística
- Ingeniería Comercial
- Ingeniería Comercial para Profesionales

### Facultad de Educación
- Educación Básica
- Educación Parvularia
- Pedagogía en Biología y Ciencias Naturales especialidad en Indagación Científica Escolar
- Pedagogía en Educación Diferencial mención Dificultades del Aprendizaje Escolar
- Pedagogía en Inglés
- Pedagogía en Matemática
- Pedagogía para Profesionales

### Facultad de Filosofía y Humanidades (FILHUM)
- Bachillerato en Filosofía (Conducente a Teología)
- Bachillerato en Filosofía y Humanidades (Conducente a Teología)
- Bachillerato en Humanidades
- Interpretación Superior Mención Canto
- Licenciatura en Filosofía
- Licenciatura en Historia
- Licenciatura en Lengua y Literatura
- Licenciatura en Teoría e Historia del Arte
- Pedagogía en Artes Visuales
- Pedagogía en Filosofía
- Pedagogía en Historia y Ciencias Sociales
- Pedagogía en Lengua Castellana y Comunicación
- Pedagogía en Música

### Facultad de Psicología
- Psicología

### Facultad de Ingeniería
- Ingeniería Civil Industrial
- Ingeniería Civil en Informática

### Centros
- Centro de Ética
- Centro de Derechos Humanos
- Centro de Atención Psicológica
- Centro de Estudios Organizacionales
- Centro de Investigación y Desarrollo de la Educación (CIDE)
- Centro de Investigaciones Socioculturales (CISOC)
- Centro de Reflexión y Acción Social (CREAS)
- Centro EAC, Artes de la comunicación Universidad Alberto Hurtado
- Centro Teológico Manuel Larraín
- Centro Universitario Ignaciano (CUI)
- Clínica Jurídica
- Educación Virtual
- Programa de Ética Empresarial y Económica
- Programa de Seguridad Urbana (PSU)
- Observatorio Social (OSUAH)

## Programas de magíster
- Magíster en Psicología Social. Mención Intervención Psicosocial y Evaluación de Proyectos Sociales
- Magíster en Gestión de Personas en Organizaciones
- Magíster en Clínica Relacional con niños, niñas y adolescentes
- Magíster en Investigación en Psicología

## Programas de doctorados
- Doctorado en Educación: en conjunto con la Universidad Diego Portales.
- Doctorado en Filosofía
- Doctorado en Psicología
- Doctorado en Sociología
- Doctorado en Trabajo Social y Políticas de Bienestar: Opción de optar al doble grado en Boston College.